# Santiago Danani

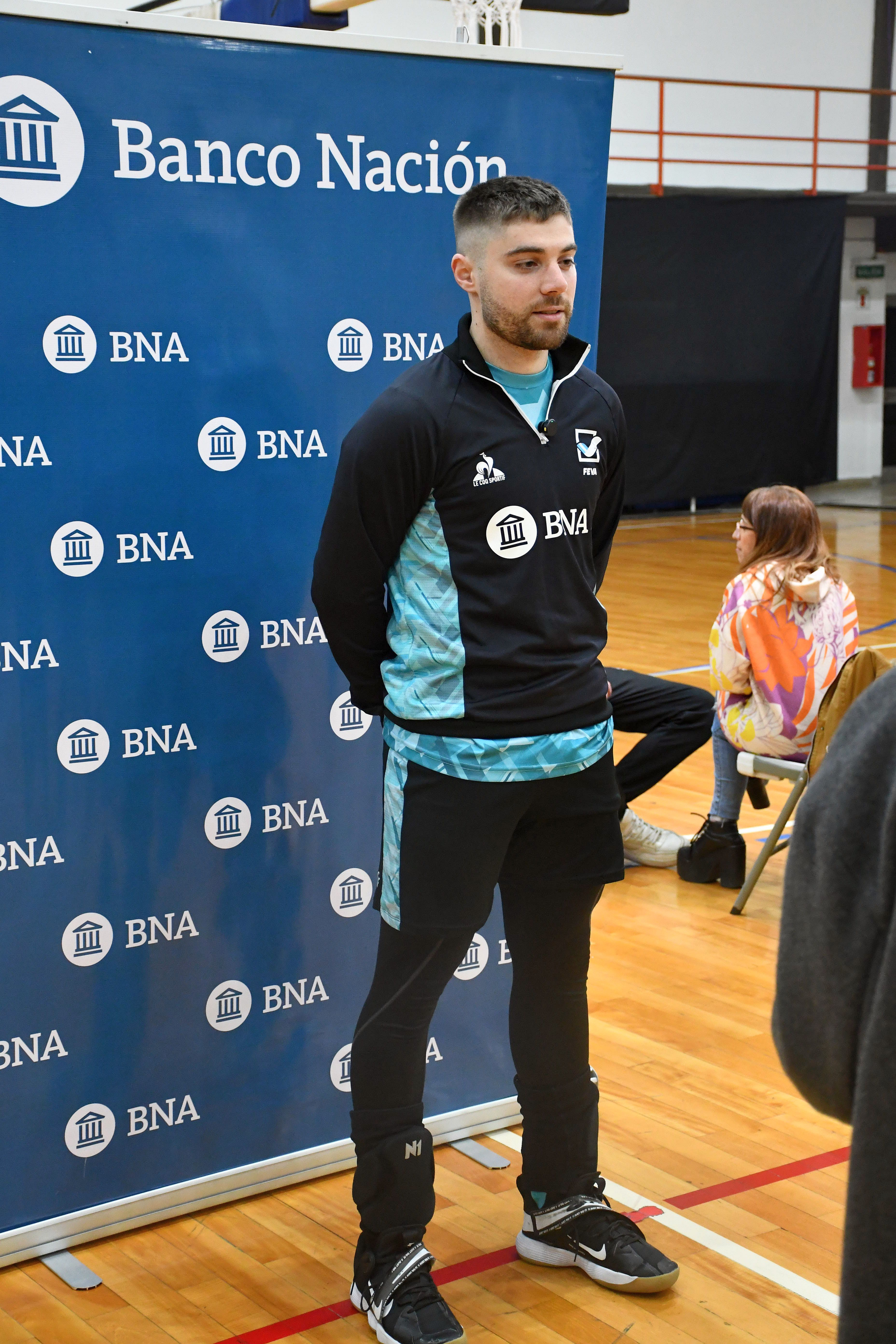
Santiago Danani w reprezentacji Argentyny w 2024 roku

Santiago Danani (ur. 12 grudnia 1995 w Buenos Aires) – argentyński siatkarz, reprezentant kraju, grający na pozycji libero. 

## Sukcesy klubowe
Puchar ACLAV:
- 2016

Superpuchar Niemiec:
- 2021

Mistrzostwo Niemiec:
- 2022[2]

## Sukcesy reprezentacyjne
Mistrzostwa Świata Juniorów:
- 2015

Puchar Panamerykański:
- 2018
- 2016

Mistrzostwa Ameryki Południowej U-23:
- 2016

Puchar Panamerykański U-23:
- 2016

Mistrzostwa Świata U-23:
- 2017

Mistrzostwa Ameryki Południowej:
- 2023[3]
- 2019, 2021

Igrzyska Olimpijskie:
- 2020

## Nagrody indywidualne
- 2015: Najlepszy libero Mistrzostw Świata Juniorów
- 2016: Najlepszy libero, przyjmujący i broniący Pucharu Panamerykańskiego
- 2016: Najlepszy libero Mistrzostw Ameryki Południowej U-23
- 2019: Najlepszy libero Mistrzostw Ameryki Południowej
- 2021: Najlepszy libero Mistrzostw Ameryki Południowej